# Уагнер, Стенли
Алиссес Стенли (Стен) Уагнер (англ. Ulysses Stanley "Stan" Wagner; 2 марта 1908, Пуэбло, США — 11 октября 2002, Виннипег, Канада) — канадский хоккеист, чемпион зимних Олимпийских игр 1932 года (и по совместительству чемпион мира) в составе сборной Канады. Последний из доживших до наших дней член чемпионской олимпийской сборной Канады 1932 года.

## Биография
Стенли родился в 1908 году в США, где его семья искала медицинскую помощь для отца Стенли, болевшего туберкулёзом. Отец умер незадолго до рождения сына, и семья вынуждена была вернуться в Канаду. Стенли занимался хоккеем и был сменщиком вратаря Уильяма Кокбёрна в клубе «Виннипег Виннипегс». В 1931 году выиграл с ним Кубок Аллана и, став чемпионом Канады, отправился на Олимпийские игры 1932 года в Лейк-Плэсиде. Сыграл один матч против сборной Польши (победа 10:0), стал олимпийским чемпионом и чемпионом мира.
Вне хоккейной карьеры Стенли Уагнер хотел стать аудитором, но вскоре предпочёл карьеру пилота гражданской авиации. В 1931 году он основал авиакомпанию Northern Air Transport, в 1934 году стал лётчиком, а позднее менеджером Canadian Airways. С 1948 года сотрудник Northern Airways. В 1930-е годы Уагнер чуть не разбился над озером Ред в Онтарио, когда пилотировал собственный самолёт.
Именем Уагнера было названо озеро на севере Манитобы. В 2004 году хоккеиста включили посмертно в Спортивный зал славы Манитобы.